# Università di Fortaleza
L'Università di Fortaleza (acronimo UNIFOR) è un'università privata brasiliana. La sede centrale è a Fortaleza, nell'Avenida Washington Soares.

## Storia
Venne fondata il 23 marzo 1973 per iniziativa di Edson Queiroz.

## Rettori
- Antero Coelho Neto (1973-1979)
- Carlos Alberto Batista
- Antônio Colaço Martins (1990-2001)
- Carlos Alberto Batista
- Fátima Maria Fernandes Veras (dal 2009)